# Рока ди Капри Леоне (Месина)
Рока ди Капри Леоне је насеље у Италији у округу Месина, региону Сицилија.
Према процени из 2011. у насељу је живело 4248 становника. Насеље се налази на надморској висини од 18 м.